# Stenotarsus chrysomelinus
Stenotarsus chrysomelinus is een keversoort uit de familie zwamkevers (Endomychidae). De wetenschappelijke naam van de soort werd in 1887 gepubliceerd door Henry Stephen Gorham.